# Ignaz Auer
Ignaz Auer, född 19 april 1846 och död 10 april 1907, var en tysk socialdemokratisk politiker.
Auer tillhörde tyska riksdagen från 1877 till sin död med undantag för ett par kortare perioder. Han yrkade på en ytterligt sträng disciplin i det socialdemokratiska partiet och var en ivrig anhängare av den revisionism, vars främste talesman var Eduard Bernstein.